# أوف ويسلاف
أوف ويسلاف (بالبوكمول: Ove Wisløff) (مواليد 20 أبريل 1954) هو سبّاح نرويجي، مثّل بلاده في الألعاب الأولمبية الصيفية 1976.

## روابط خارجية
أوف ويسلاف على موقع الاتحاد الدولي للسباحة (الإنجليزية)
- أوف ويسلاف على موقع أوليمبيديا (الإنجليزية)